# Roddy Piper
Roderick George Toombs, meglio conosciuto come Roddy Piper (Saskatoon, 17 aprile 1954 – Los Angeles, 31 luglio 2015), è stato un wrestler e attore canadese.
Nel wrestling era conosciuto per i suoi trascorsi nella World Wrestling Federation e la World Championship Wrestling dalla metà degli anni ottanta alla fine degli anni novanta. Anche se canadese, divenne famoso nel tempo grazie al personaggio dello scozzese Roddy Piper, uno scontroso e indisponente che indossava sempre un kilt dal colore scarlatto e la cui musica d'ingresso era una classica canzone scozzese eseguita con la cornamusa. Si guadagnò i soprannomi «Rowdy» e «Hot Rod» grazie alla sua caratteristica rabbia scozzese, la sua spontaneità e il suo umorismo. Il veterano del wrestling Ric Flair lo ha acclamato come «il più dotato intrattenitore nella storia del wrestling». Piper fu inserito nella WWE Hall of Fame nel 2005 e fu classificato al primo posto come il più grande cattivo nella storia del wrestling dalla WWE.
Una delle più riconoscibili stelle del wrestling in tutto il mondo, Piper lottò nei main event di diversi pay-per-view, tra cui WrestleMania I. Vinse 34 titoli in diverse federazioni nel corso della sua carriera e i suoi più noti rivali includono Greg Valentine, Adrian Adonis e Hulk Hogan, la cui faida con quest'ultimo vide coinvolto anche "Captain" Lou Albano e la cantante Cyndi Lauper ed è considerata l'inizio della Rock 'n' Wrestling Connection.
Intraprese anche una prolifica carriera da attore, avendo all'attivo più di trenta film. La sua interpretazione più celebre è quella di John Nada, il protagonista del film horror di John Carpenter Essi vivono (1988).

## Biografia
Nato in Canada, nella città di Saskatoon da genitori di origine scozzese; figlio di un ufficiale di polizia, ebbe un'infanzia molto travagliata e fu costretto a cambiare casa spostandosi continuamente da città a città a causa del lavoro del padre. Durante uno di questi spostamenti soggiornò a Glasgow, in Scozia, dove imparò a suonare la cornamusa e ad amare gli usi e i costumi di quella terra. Dopo essere scappato di casa, all'età di 15 anni, Piper debuttò nel mondo del wrestling combattendo contro il veterano Larry Hennig. Perse il match in circa dieci secondi. Prima di dedicarsi a tempo pieno alla lotta, aveva praticato pugilato a livello semi-professionistico vincendo anche un titolo, il Golden Gloves Championship, ma aveva dovuto abbandonare a causa di un infortunio.

## Carriera

### American Wrestling Association (1973–1975)
Dal 1973 al 1975, Piper lavorò nell'American Wrestling Association, per l'NWA Houston Wrestling di Paul Boesch e per la Big Time Rasslin di Fritz Von Erich. Venne quindi notato dal booker Leo Garibaldi e dal pubblicitario Jeff Walton che restarono colpiti dalla capacità oratoria e dal carisma del giovane Piper, intravedendo per lui un futuro da promettente heel.

### National Wrestling Alliance (1975–1980)
Alla fine del 1975 e all'inizio del 1976, Piper iniziò a farsi un nome come "cattivo" nella NWA Hollywood Wrestling. Nel 1977–78, cominciò anche a lavorare per la NWA San Francisco Wrestling di Roy Shire. A Los Angeles, Piper stabilì i canoni di quello che sarebbe diventato il suo personaggio "Rowdy" diventando uno dei wrestler più odiati dal pubblico sin dai tempi di Classy Freddy Blassie. Durante questo periodo, insultava abitualmente e pesantemente la comunità messicana della città; chiedendo poi scusa e promettendo, per farsi perdonare, di suonare l'inno nazionale messicano con la sua cornamusa, per poi far infuriare ancora di più i latini suonando La Cucaracha invece dell'inno. Piper fece anche da manager a diversi heel e di tanto in tanto arbitrava (a modo suo) qualche incontro.
All'epoca Roddy Piper ebbe un lungo feud con l'intera famiglia Guerrero che durò per circa tre anni, e durante il quale spesso indossava una maglietta con la scritta "Conqueror of the Guerreros". Il feud aveva avuto inizio nel 1976 quando Chavo Guerrero Sr. stava combattendo contro Jules Strongbow difendendo il Memorial Scientific Trophy che aveva vinto in precedenza proprio contro Piper. Verso la fine del match, Piper arrivò dal backstage e schiaffeggiò Gory Guerrero (che era stato all'angolo di Chavo durante tutto l'incontro). Chavo iniziò a colpire Piper, venendo squalificato e perdendo così il trofeo. Poco tempo dopo, Piper sconfisse Chavo per l'Americas Heavyweight Title; e i due continuarono a scontrarsi per lungo tempo ancora. Dopo la sconfitta in un Loser Leave Town match che aveva perso contro Chavo, Piper riapparve sulle scene con l'identità misteriosa di The Masked Canadian. Nel primo match come Masked Canadian trasmesso in TV, Piper combatteva in coppia proprio con Chavo contro i campioni di coppia Americas Tag Team (Gordman e Goliath) e naturalmente lo tradì nel bel mezzo della lotta, causando lo schienamento di Chavo. Piper lottò ancora come The Masked Canadian per diversi mesi finché venne smascherato da Héctor Guerrero.
Nel 1978-1979, Piper passò alla Pacific Northwest Wrestling dove fece coppia con Killer Tim Brooks, Rick Martel, e Mike Popovich vincendo l'NWA Pacific Northwest Tag Team Championship. Piper vinse anche l'NWA Pacific Northwest Heavyweight Championship grazie alle vittorie riportate contro Lord Jonathan Boyd e "Playboy" Buddy Rose.

### Georgia Championship Wrestling e Mid-Atlantic (1980–1983)
Alla fine degli anni settanta, Piper andò a combattere nella Mid-Atlantic. Lì sconfisse Jack Brisco per il titolo Mid-Atlantic e Ric Flair per la cintura US. Nel 1981, passò poi alla Georgia Championship Wrestling dove inaspettatamente diventò un beniamino del pubblico salvando il telecronista Gordon Solie da un attacco a tradimento da parte di Don Muraco. Successivamente, Piper tornò nella Jim Crockett Promotions (JCP). Diventato un face, Piper ebbe varie faide con Sgt. Slaughter, Ric Flair, e Greg Valentine. In particolare, il feud di Piper con Valentine culminò in un violentissimo Dog Collar match svoltosi durante la prima edizione di Starrcade nel 1983. Durante l'incontro, Piper riportò dei seri danni all'orecchio sinistro perdendo permanentemente il 60% dell'udito.

### World Wrestling Federation

#### Striscia di imbattibilità e debutto delPiper's Pit(1983–1989)
Piper firmò per la WWF alla fine del 1983. Inizialmente agì solo come manager di "Mr. Wonderful" Paul Orndorff, a causa dell'infortunio che aveva subito durante il dog collar match con Greg Valentine, ma presto ritornò al wrestling attivo.
La WWF istituì uno spazio televisivo per Piper chiamato Piper's Pit, nel quale egli avrebbe potuto sfogare la sua parlantina sciolta intervistando altre superstar della federazione e spesso finendo per azzuffarsi con loro. Il "Piper's Pit" ebbe fin dal principio grande successo anche e soprattutto grazie al carisma di Piper. Rimasero celebri l'edizione del Piper's Pit, nella quale Piper intervistò Jimmy Snuka finendo poi con lo spaccargli in testa una noce di cocco paragonandolo ad uno scimmione (l'incidente del "cocco" portò ad un lungo feud tra i due), e quella dove André the Giant sfidò Hulk Hogan per il titolo, rompendo la loro vecchia amicizia.
Ma lo scontro che diede veramente la fama a Piper, fu quello che lo contrappose a Hulk Hogan, e che coinvolse anche la cantante Cyndi Lauper. Nel 1985, MTV mandò in onda l'evento speciale The War to Settle the Score, comprendente un match tra Piper e Hogan, che era accompagnato al ring da "Captain" Lou Albano, dalla Lauper, e da Mr. T. L'evento gettò le basi per la prima WrestleMania, che vide Piper e Paul Orndorff contro Hogan e Mr. T. Orndorff venne schienato da Hogan quando il bodyguard-manager di Piper, "Cowboy" Bob Orton, interferendo nel match, colpì inavvertitamente Orndorff al posto di Hogan con il gesso del suo caratteristico braccio perennemente "infortunato". Come confermato dallo stesso Piper, lui e Mr. T non si potevano sopportare a vicenda neanche nella vita reale, e questo diede più spessore al loro feud. Roddy si scontrò ancora con Mr. T, questa volta in un match 1 contro 1, durante un particolare incontro di boxe svoltosi a WrestleMania 2 nel 1986. Piper perse il match per squalifica dopo tre round, quando, stufatosi della boxe, eseguì un Body Slam su Mr. T.
Dopo un periodo di assenza, Piper si ripresentò in WWF durante una puntata di WWF Superstars of Wrestling con il suo personaggio diventato un face. Rimase spiacevolmente sorpreso di trovare il suo "Piper's Pit" sostituito dal "Flower Shop", uno spazio televisivo tenuto dall'effeminato wrestler Adrian Adonis. Piper passò le settimane seguenti insultando e disturbando le trasmissioni di Adonis, che si vendicò assalendo (insieme a Cowboy Bob Orton e Don Muraco) Piper. Il trio umiliò Roddy lasciandolo esanime con le labbra imbrattate di rossetto tra le macerie del set del "Piper's Pit", che era stato da loro distrutto. In risposta a ciò, Piper distrusse la scenografia dello show di Adonis con una mazza da baseball. Il feud tra i due culminò in un Hair vs Hair match a WrestleMania III. Piper vinse l'incontro grazie all'aiuto di Brutus "The Barber" Beefcake, che era stato rapato a tradimento da Adonis poco prima del match.

#### Intercontinental Champion e varie faide (1989–1992)
Dopo essersi preso una pausa dal mondo del wrestling per dedicarsi alla carriera di attore, Piper tornò nelle vesti di co-conduttore del programma Prime Time Wrestling insieme a Gorilla Monsoon. Poco tempo dopo, Piper si scontrò con "Ravishing" Rick Rude che lo aveva insultato in diretta TV. Il feud riportò Piper sul ring quando le sue interferenze durante la difesa dell'Intercontinental Championship di Rude contro The Ultimate Warrior a SummerSlam '89, costarono a Rude la cintura. Rude invocava vendetta e i due si affrontarono in un lungo feud che durò per tutto il resto dell'anno. la contesa ebbe termine quando Piper sconfisse Rude in un match la cui stipulazione asseriva che se Piper avesse vinto, Bobby Heenan, il manger di Rude, si sarebbe dovuto vestire da Babbo Natale durante una puntata di Prime Time Wrestling. Piper vinse l'incontro, e Heenan fu costretto a vestirsi da Babbo Natale la settimana seguente.
Durante la trasmissione, Piper attaccò Heenan nonostante i richiami da parte di Monsoon e venne così licenziato da "Prime Time". Piper lottò anche contro Bad News Brown a WrestleMania VI nel 1990. Il match terminò in un doppio count-out, ma la vera attrattiva dell'incontro fu il look con il quale Roddy si presentò sul ring: metà del suo corpo era dipinta di nero, in uno strano tentativo di smorzare le affermazioni di carattere razziale che aveva fatto Bad News prima dell'incontro.
Nel 1991, Piper supportò Virgil nel suo feud contro l'ex "padrone" Ted DiBiase e fu presente durante i loro incontri a WrestleMania VII e SummerSlam. Si imbarcò inoltre in un feud con il vecchio rivale di un tempo Ric Flair (da poco passato in WWF dalla WCW), e alla Royal Rumble del 1992 sconfisse The Mountie conquistando il suo alloro più importante mai conquistato in WWF, l'Intercontinental Championship. Perse la cintura poco tempo dopo in favore di Bret Hart a WrestleMania VIII in uno degli incontri più belli della manifestazione. Dopo aver suonato la cornamusa durante SummerSlam '92, sparì dalla WWF per qualche tempo.

#### Ultime apparizioni (1994–1996)
Ritornò nel 1994 a WrestleMania X in qualità di arbitro speciale per il match per il titolo del mondo tra Bret Hart e Yokozuna. Durante la contesa, il commentatore Jerry Lawler sottolineò più volte che odiava Piper e continuò ad insultarlo in seguito nel suo spazio TV "King's Court" a Monday Night Raw, durante il quale costrinse un ragazzino vestito con una maglietta di Roddy Rowdy Piper e un kilt a baciargli i piedi. Infuriato, Piper accettò di combattere contro Lawler a King of the Ring, e uscì vittorioso dall'incontro.
A WrestleMania XI, Roddy fece nuovamente l'arbitro in occasione del submission match tra Bret Hart e Bob Backlund. Nel 1996, venne poi nominato ad interim Presidente WWF, dato che il presidente in carica, Gorilla Monsoon, era stato messo fuori combattimento da Vader dopo la Royal Rumble. Da presidente, Piper divenne l'oggetto del desiderio di Goldust. Tutt'altro che lusingato, Piper affermò di "voler far diventare Goldust un vero uomo" a WrestleMania XII, affrontandolo in un "Hollywood Backlot Brawl" match. Poco dopo l'inizio dell'incontro Goldust fuggì via in auto sulla sua Cadillac dorata e Piper lo inseguì sulla sua Ford Bronco bianca per le strade di Anaheim. Qualche tempo dopo, Gorilla Monsoon si rimise dall'infortunio e riprese la sua carica di presidente WWF, e quindi Piper lasciò nuovamente la federazione.

### World Championship Wrestling (1996–2000)
Piper entrò nella World Championship Wrestling dopo essersene andato via dalla WWF. Fece il suo debutto durante Halloween Havoc '96 prendendo subito di mira Hulk Hogan. Piper e Hogan lottarono in un non-title match a Starrcade '96, il maggior evento pay-per-view della WCW. Piper sconfisse Hogan con la sua sleeper hold. Ulteriore scontro tra i due si ebbe a SuperBrawl VII, questa volta con il titolo mondiale di Hogan in palio. Hogan batté Piper grazie all'aiuto di Randy Savage che si unì la sera stessa al New World Order di Hogan. Durante la primavera del 1997, Piper unì le proprie forze a quelle di Ric Flair e dei Four Horsemen per aiutarli nella loro guerra con l'nWo. Dopo aver rotto l'alleanza con Flair ed essersi scontrato con lui, Piper scomparve dalle scene per qualche mese. Tornò brevemente nell'ottobre 1997 per affrontare di nuovo Hogan in uno steel cage match, che Piper riuscì a vincere.
All'inizio del 1999, Piper ebbe un breve regno come campione degli Stati Uniti, diventò Commissioner WCW, e riesumò il vecchio feud con Flair per il controllo della WCW. A Starrcade 1999, Piper era l'arbitro speciale nel match per il titolo WCW tra Goldberg e Bret Hart. Costretto da Vince Russo, Piper diede la vittoria a Hart facendo rintoccare il gong mentre Goldberg era imprigionato nella Sharpshooter, anche se non aveva ancora ceduto per dolore. Piper si scusò per l'accaduto la sera seguente a Nitro, ma i membri dell'nWo lo attaccarono prima che finisse il discorso. L'ultima apparizione di Piper nella WCW avvenne a SuperBrawl del 2000 dove arbitrò l'incontro per il titolo tra Sid Vicious e Jeff Jarrett.

### Ritorno in WWE (2003)
A WrestleMania XIX, Piper fece il suo ritorno da personaggio heel attaccando Hulk Hogan durante il suo match contro Vince McMahon. Successivamente riportò in vita il "Piper's Pit", e dopo essersi alleato con Sean O'Haire, spaccò una noce di cocco in testa a Rikishi, un parente di Snuka. A Backlash, Rikishi restituì il favore a Piper.

### Total Nonstop Action Wrestling (2004–2005)
Nel 2004, Piper apparve nella Total Nonstop Action Wrestling (TNA), conducendo il programma "In the Pit with Piper" dove intervistava i vari wrestler. Nel 2005 arbitrò un match a Final Resolution tra Scott Hall e Jeff Hardy.

### Secondo ritorno in WWE (2005–2015)

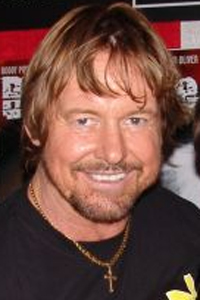
Roddy Piper nel 2006

Nel febbraio del 2005, durante un evento speciale chiamato WrestleReunion, Piper fece coppia con Jimmy Valiant e Jimmy Snuka per combattere contro Colonel DeBeers, "Cowboy" Bob Orton, e "Playboy" Buddy Rose.
L'11 luglio 2005, durante una puntata di Raw, Piper ritornò a presentare per una sera il "Piper's Pit" con ospite Shawn Michaels, che lo aggredì al termine dell'intervista. Poco tempo dopo, condusse ancora una volta una intervista al "Piper's Pit", questa volta con ospite Mick Foley; per poi essere nuovamente aggredito, insieme a Foley, da Randy Orton e "Cowboy" Bob Orton.
Allora Piper sfidò gli Orton in un handicap match uno contro due. Vinse l'incontro grazie all'interferenza di The Undertaker. Il 28 ottobre Piper lottò insieme a Batista ed Eddie Guerrero contro Randy Orton, "Cowboy" Bob Orton, e Mr. Kennedy.

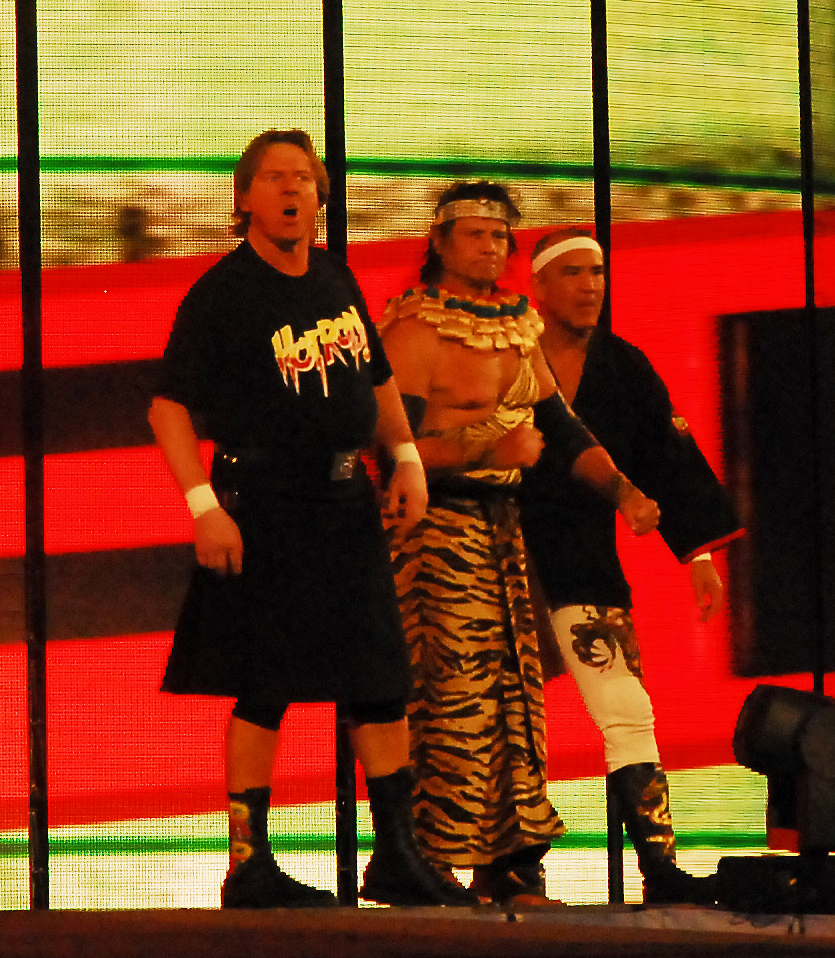
Roddy Pipper (a sinistra) con Jimmy Snuka (al centro) e Ricky Steamboat (a destra) fanno la loro entrata a WrestleMania XXV prima del loro incontro con Chris Jericho.

Il 5 novembre 2006, Piper vinse sorprendentemente il World Tag Team Championship in coppia con Ric Flair sconfiggendo la Spirit Squad a Cyber Sunday, dopo essere stato scelto come partner di Flair dagli utenti del sito WWE.com. Otto giorni dopo, Piper e Flair persero il titolo in favore dei Rated RKO. Piper non partecipò neanche al match essendo stato aggredito da Edge prima del suono del gong. In realtà Piper era impossibilitato a combattere, dopo che gli era stato diagnosticato il linfoma di Hodgkin.
Nel 2006, la WWE ha messo in commercio il cofanetto celebrativo Born to controversy: the Roddy Piper Story che in tre DVD ripercorre la sua carriera.
Nel 2008, dopo aver terminato la terapia per curare il linfoma Hodgkin che gli era stato diagnosticato, Piper ha partecipato alla Royal Rumble, concentrandosi particolarmente sul suo vecchio rivale "Superfly" Jimmy Snuka. Entrambi sono stati eliminati da Kane poco tempo dopo l'ingresso sul ring.

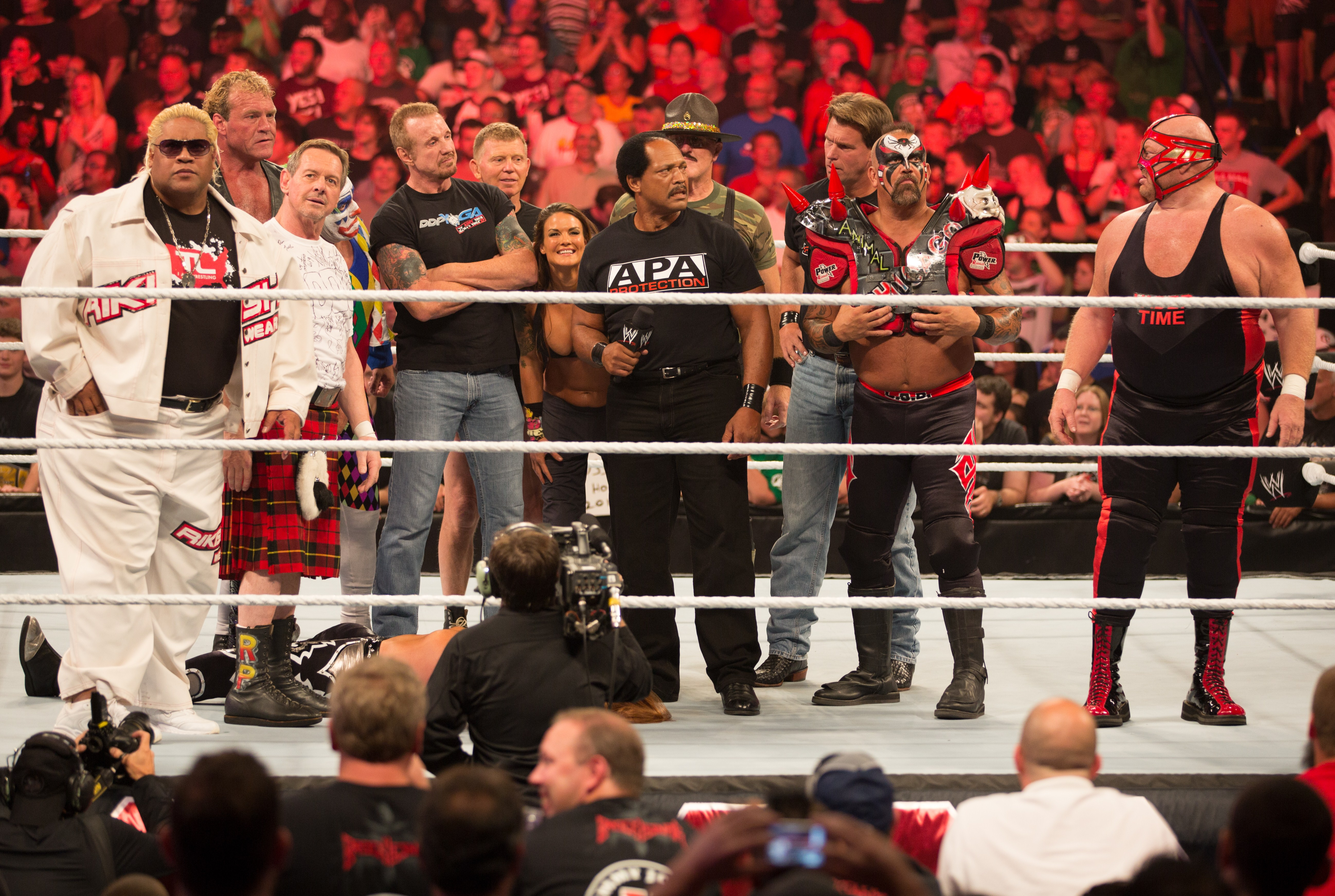
Roddy Piper a sinistra insieme ad altre leggende WWE nella puntata di Raw numero 1000

Nel 2009, a WrestleMania XXV, Piper lottò insieme a Snuka e a Ricky Steamboat (e Ric Flair a bordo ring) contro Chris Jericho in un handicap match tre contro uno ad eliminazione. Jericho vinse il match; e Piper fu il secondo dei tre ad essere eliminato.
Nel 2011, nella speciale puntata di Raw dedicata al videogioco WWE All Stars, Piper condusse un'edizione speciale del Piper's Pit ospitando Alex Riley e The Miz. La stessa sera sconfigge Miz in un match dove l'arbitro speciale era Alex Riley. Nella puntata del 28 novembre 2011 conduce il Piper's Pit con ospite John Cena. Piper gli dà l'anello della Hall of Fame riconoscendolo come futuro hall of famer e gli dice di tirar fuori tutto quello che ha dentro per ottenere tutto ciò che vuole ottenere in carriera per poi schiaffeggiarlo, ma Cena non reagisce e gli restituisce l'anello.
Piper torna nella puntata di SmackDown del 10 aprile 2012 conducendo di nuovo il Piper's Pit con ospiti Daniel Bryan e AJ Lee. Durante tutto il segmento Piper cerca di far capire ad AJ che Bryan l'ha usata, ma lei resta dell'idea che lui la ami ancora e se ne va. Bryan inoltre comunica a Piper che userà la sua clausola di rematch contro Sheamus a Extreme Rules in un 2 out of 3 falls match. Torna durante la puntata di Raw successiva a No Way Out, interrompendo Heath Slater che stava cantando il suo "nuovo singolo" e, dopo aver consegnato il disco d'oro a Cyndi Lauper, l'aiuta a romperlo sulla testa dello stesso Slater.
Nella puntata di Raw Old School del 7 gennaio 2014, Piper fece un ritorno intervistando lo Shield nel Piper's Pit. A WrestleMania XXX, Piper apparve in un segmento nel backstage insieme al suo ex tag team partner durante WrestleMania I, Paul Orndorff con Hulk Hogan, Mr. T e "Mean Gene" Okerlund.
La sua ultima apparizione in uno show televisivo della WWE fu nella puntata di Raw del 22 dicembre 2014, in un segmento in cui Lana e Rusev sono stati ospiti del suo Piper's Pit. A WrestleMania 31 fece la sua ultima apparizione nella WWE in un segmento nel backstage insieme ad altri ex campioni Intercontinentali del passato per celebrare la conquista del titolo da parte di Daniel Bryan.

## Vita privata
Piper e sua moglie Kitty vivevano su una montagna a Portland, nell'Oregon. Hanno avuto quattro figli: le figlie Anastacia Shea, Ariel Teal e Falon Danika e il figlio Colton Baird.
Il 27 novembre 2006, pochi giorni dopo un'operazione chirurgica alla spina dorsale resasi necessaria per eliminare una massa in seguito rivelatasi benigna, gli è stato diagnosticato un linfoma di Hodgkin. Ha terminato con successo la radioterapia il 15 gennaio 2007.

## Morte
Il 31 luglio 2015 muore nella sua abitazione di Hollywood a Los Angeles in California per un arresto cardiaco, all'età di 61 anni. Secondo TMZ, la morte di Piper è stata causata da un coagulo di sangue in un polmone, che ha provocato l'arresto cardiaco; Piper soffriva di ipertensione da anni. La salma di Roddy Piper venne cremata dopo i funerali e le ceneri vennero disperse presso il suo ranch a Gaston, Oregon.
Alla notizia della sua morte, Vince McMahon ha dichiarato: «Roddy Piper era uno dei più divertenti, controversi e turbolenti performer della WWE, amato da milioni di fan in tutto il mondo. Faccio le mie più sentite condoglianze alla sua famiglia». Il regista John Carpenter, che lo aveva diretto in Essi vivono, si è detto "devastato dalla notizia della morte dell'amico Roddy Piper, grande wrestler e grande uomo". Hulk Hogan, in passato spesso suo avversario sul ring, così si è espresso circa la scomparsa di Piper: «Mi mancherà per sempre. Roddy Piper era il mio migliore amico, era una leggenda. Dio ha guadagnato molto da chi stiamo perdendo oggi. Spero che la famiglia possa trovare pace».
Nella puntata di Raw del 3 agosto 2015 si è reso onore alla memoria di Piper con un minuto di silenzio accompagnato da 10 rintocchi di campana.

## Personaggio

### Mosse finali
- Piledriver
- Sleeper hold

### Manager
- Bob Orton Jr.

### Wrestler assistiti
- Big John Studd
- Colin Delaney
- Dr. D. David Schultz
- Paul Orndorff
- Virgil

### Soprannomi
- «The Greatest Villain»
- «Hot Rod»
- «Hot Scot»
- «Mr. Controversial»
- «Rowdy»
- «The Rowdy One»

## Titoli e riconoscimenti
- Cauliflower Alley Club
  - Reel Member Inductee (classe del 2001)
- Mid-Atlantic Championship Wrestling/World Championship Wrestling
  - NWA Mid-Atlantic Heavyweight Championship (3)
  - NWA Television Championship (2)
  - NWA/WCW United States Heavyweight Championship (3)
- NWA All-Star Wrestling
  - NWA Canadian Tag Team Championship (Vancouver version) (1) – con Rick Martel
- NWA Hollywood Wrestling
  - NWA Americas Heavyweight Championship (5)
  - NWA Americas Tag Team Championship (5) – con Crusher Verdu (1), Keith Franks (1), Pak Choo (1), Ron Bass (1) e The Hangman (1)
  - NWA World Light Heavyweight Championship (1)1
- NWA San Francisco
  - NWA United States Heavyweight Championship (versione di San Francisco) (1)
  - NWA World Tag Team Championship (versione di San Francisco) (1) – con Ed Wiskoski
- Pacific Northwest Wrestling
  - NWA Pacific Northwest Heavyweight Championship (2)
  - NWA Pacific Northwest Tag Team Championship2 (4) – con Killer Tim Brooks (1), Rick Martel (3) e Mike Popovich (1)
- Pro Wrestling Illustrated
  - Match of the Year (1985) con Paul Orndorff contro Hulk Hogan e Mr. T a WrestleMania I
  - Most Hated Wrestler of the Year (1984, 1985)
  - Most Inspirational Wrestler of the Year (1982)
  - Most Popular Wrestler of the Year (1986)
  - Stanley Weston Award (2015)
  - 17º tra i 500 migliori wrestler singoli nella PWI Years (2003)
- Professional Wrestling Hall of Fame and Museum
  - Classe del 2007
- World Class Championship Wrestling
  - WCCW World Tag Team Championship (1) - con Bulldog Brower
- World Wrestling Federation/Entertainment
  - World Tag Team Championship (1) – con Ric Flair
  - WWF Intercontinental Championship (1)
  - WWE Hall of Fame (classe del 2005)
  - Slammy Award (1)
    - Best Personality in Land of a Thousand Dances (ed. 1986)
- Wrestling Observer Newsletter
  - Best Heel (1984, 1985)
  - Best on Interviews (1981 a pari merito con Lou Albano, 1982 e 1983)
  - Worst Worked Match of the Year (1986) contro Mr. T in un incontro di pugilato a WrestleMania 2
  - Worst Worked Match of the Year (1997) contro Hulk Hogan a SuperBrawl VII
  - Wrestling Observer Newsletter Hall of Fame (classe del 1996)

1 L'NWA World Light Heavyweight Championship non è più riconosciuto o sanzionato dalla National Wrestling Alliance.

2 Martel ha reso il titolo vacante dopo un Loser Leaves Town match e Piper ha scelto Popovich come rimpiazzo.

## Filmografia

### Attore

#### Cinema
- Un tipo straordinario (The One and Only), regia di Carl Reiner (1978) - non accreditato
- Body Slam, regia di Hal Needham (1986)
- Sing Sing chiama Wall Street (Buy & Cell), regia di Robert Boris (1987)
- Apocalisse a Frogtown - La città delle rane (Hell Comes to Frogtow), regia di Donald G. Jackson (1988)
- Essi vivono (They Live), regia di John Carpenter (1988)
- Sotto i colpi dell'aquila 2 (Back in Action), regia di Steve DiMarco e Paul Ziller (1993)
- Due poliziotti verso l'inferno (Resort to Kill), regia di Daniel A. Neira (1994)
- Sotto i colpi dell'aquila 3 (Tough and Deadly), regia di Steve Cohen (1995)
- A un passo dall'inferno (No Contest), regia di Paul Lynch (1995)
- Jungleground, regia di Don Allan (1995)
- Sorvegliato a vista (Marked Man), regia di Mark F. Voizard (1996)
- Combattimento finale (Terminal Rush), regia di Damian Lee (1996)
- Sci-fighters, regia di Peter Svatek (1996)
- Con l'acqua alla gola (Dead Tides), regia di Serge Rodnunsky (1997)
- The Bad Pack, regia di Brent Huff (1997)
- First Encounter, regia di Redge Mahaffey (1997)
- Last to Surrender, regia di David Mitchell (1998)
- Shepherd, regia di Peter Heyman (1998)
- Legless Larry & the Lipstick Lady, regia di Elayne Keratsis (1999)
- Jack of Hearts, regia di Serge Rodnunsky (2000)
- Costa Chica: Confession of an Exorcist, regia di David Heavener (2006)
- Shut Up and Shoot!, regia di Silvio Pollio (2006)
- Honor, regia di David Worth (2006)
- Domestic Import, regia di Kevin Connor (2006)
- Ghosts of Goldfield, regia di Ed Winfield (2007)
- Blind Eye, regia di Mark McNabb (2007)
- Street Team Massacre, regia di Adam Deyoe e Eric Gosselin (2007)
- The Mystical Adventures of Billy Owens, regia di Mark McNabb (2008)
- Rowdy Roddy Piper Fights Childhood Obesity - cortometraggio (2010)
- Lanterna Verde - I cavalieri di smeraldo (Green Lantern: Emerald Knights), regia di Christopher Berkeley, Lauren Montgomery e Jay Oliva (2011) - voce
- Night Traveler (2013) - voce
- Il piano di Claire (Other Plans), regia di Joe Eckardt (2014)

#### Televisione
- The Highwayman - film TV (1987)
- The Love Boat: A Valentine Voyage - film TV (1990)
- Zorro - serie TV, 2 episodi (1990-1991)
- TagTeam, regia di Paul Krasny - film TV (1991)
- Superboy - serie TV, 1 episodio (1992)
- Due poliziotti a Palm Beach - serie TV, 1 episodio (1992)
- Highlander - serie TV, 1 episodio (1993)
- Robocop - serie TV, 1 episodio (1994)
- Hard Time, regia di Burt Reynolds - film TV (1998)
- Walker Texas Ranger - serie TV, 1 episodio (1998)
- Oltre i limiti - serie TV, 1 episodio (1999)
- Mentors - serie TV, 1 episodio (2000)
- Professional Wrestling: Tricks of the Trade - film TV (2002)
- Three Wise Guys, regia di Robert Iscove - film TV (2005)
- My Super Sweet 16: The Movie - film TV (2007)
- C'è sempre il sole a Philadelphia - serie TV, 1 episodio (2009)
- Munchie the Agent - serie TV, 1 episodio (2010)
- Cold Case - Delitti irrisolti - serie TV, 1 episodio (2010)
- Second City This Week - serie TV, 1 episodio (2011)
- Celebrity Ghost Stories - serie TV, 13 dicembre 2011
- Breaking In - serie TV, 1 episodio (2012)
- World of Hurt - serie TV, 13 episodi (2013)

## Doppiatori italiani
- Paolo Poiret in Sing Sing chiama Wall Street
- Piero Tiberi in Essi vivono
- Romano Malaspina in RoboCop
- Stefano Carraro in Zorro (ep. 2x09)
- Roberto Pedicini in Walker Texas Ranger
- Giorgio Locuratolo in Zorro (ep. 3x04)
- Gianni Giuliano in Cold Case - Delitti irrisolti